# 蒂亚纳 (巴塞罗那省)
蒂亚纳，是西班牙加泰罗尼亚巴塞罗那省的一个市镇。总面积8平方公里，总人口6082人（2001年），人口密度760人/平方公里。